# NGC 3620
NGC 3620 ist eine Balken-Spiralgalaxie vom Hubble-Typ SBab im Sternbild Chamäleon am Südsternhimmel, die schätzungsweise 66 Millionen Lichtjahre von der Milchstraße entfernt ist. 
Das Himmelsobjekt wurde am 31. März 1837 vom amerikanischen Astronom John Herschel entdeckt.